# Kingston (illa Norfolk)
Kingston ( Norf'k : Daun a'Taun) és la capital del territori extern australià de l'illa Norfolk. L'assentament és el segon més antic d'Austràlia, fundat poc més d'un mes després de Sydney. Forma part del Patrimoni de la Humanitat de l'àrea històrica de Kingston i Arthur's Vale.
Les funcions del govern municipal a l'illa de Norfolk són responsabilitat del Consell Regional de l'illa de Norfolk, amb seu a la New Military Barracks a Kingston.

## Geografia
Kingston es troba a la plana de Kingston alineada est-oest que s'eleva des de la costa fins a uns 20 metres sobre el nivell del mar als contraforts de l'escarpament de Kingston. La plana és d'1,5 quiòmetres de llarg per uns 500 metres d'ample, amb sorres calcàries al sud al llarg de la costa i argiles basàltiques al nord al llarg dels contraforts. L'extrem occidental de la plana està marcat per la muntanya de 60 metres Flagstaff Hill. La majoria de les platges accessibles de l'illa es troben al llarg de les costes de Kingston. Cap al sud, Emily Bay i Slaughter Bay s'obren a la llacuna i els esculls de Kingston i l'àmplia extensió de la badia de Sydney. Cap a l'est, Cemetery Bay s'obre directament a l'oceà Pacífic.

## Història
La ciutat va ser fundada el 6 de març de 1788 pel tinent Philip Gidley King i 22 colons (inclosos nou homes i sis dones condemnats) que van desembarcar aquell dia des de l'HMS Supply. Havien sortit de Port Jackson poques setmanes després de l'establiment de la colònia britànica de Nova Gal·les del Sud. L'assentament era conegut inicialment com Sidney o badia de Sydney, i el 1796 s'anomenava Ciutat de Sydney, en honor al vescomte Sydney, secretari d'Interior britànic i patró de la Primera Flota.

## Forma urbana
El nucli antic que data de 1788 ocupa diversos carrers irregulars sinuosos a la capçalera del moll de Kingston. La ciutat moderna, tal com van dissenyar els Royal Engineers durant la dècada de 1830, consta d'un pla de quadrícula d'estil romà. Hi ha dues carreteres llargues de l'est a oest: Bay Street al llarg de la costa i Quality Row, la via principal de la ciutat, al llarg dels contraforts. Tots els edificis es troben al nucli antic o al llarg de Quality Row, amb l'excepció de la Casa del Govern que es troba en un petit mont anomenat Dove's Plot Hill.

## Llocs destacats a Kingston i als voltants
- Calçada cap al lloc de naufragi de l'HMS Sirius, (1790) (exposat amb la marea baixa)
- Caserna Marina (1792), ara ruïnes de l'Hospital Civil (1831)
- Canal del Pantà (1795)
- Edifici de pedra de (1796), actual Casa de Guàrdia (1826)
- Casa de Govern (1804)
- Piper's Boatshed (1808), ara el Double Boatshed (1826)
- Cementiri de Kingston (1825)
- Comissariat Graner (1827), ara ruïna del Crankmill
- Presoner's Barracks (1829), ara el Compound (1960s)
- El bany dels oficials (1832)
- Antiga Caserna Militar (1832), seu de l'Assemblea Legislativa (1979-2005)
- Pont del carrer Bounty (1832)
- Pier Street Bridge (1834)
- Botiga del Comissariat (1835), ara Església de Tots Sants (1874)
- Nova Caserna Militar (1836), ara Oficines d'Administració (1926)
- Kingston Pier (1839)
- Ruïnes de la nova presó (1847)
- Ruïnes de Salt House (1848)
- Royal Engineer's Office (1851), ara REO Cafe (1984)
- Mirador de la Reina Isabel (1974)
- Kingston Common
- Emily Bay
- Slaughter Bay
- Badia del cementiri
- Lone Pine i Point Hunter
- Turó de Flagstaff
- Arthur's Valley[7]